# Igromir
Igromir (ros. ИгроМир) – coroczne rosyjskie targi gier komputerowych organizowane przez KRI na początku listopada od 2006.

## Historia
Pierwsze targi Igromir odbyły się w dniach 4–5 listopada 2006 roku, w pawilonie nr 57 moskiewskiego Ogólnorosyjskiego Centrum Wystawowego (OCW) i odwiedziło je około 25–50 tysięcy zwiedzających. Na targach w tych dniach zaprezentowało się około 45 firm, zarówno lokalnych (m.in. 1C, Akella, Buka Entertainment, Nival Interactive, Soft Club), jak i międzynarodowych (m.in. Electronic Arts). Targi zajęły przestrzeń o powierzchni 10 tys. m², na której zaprezentowano ponad 100 różnych tytułów.
W 2007 roku targi Igromir odbyły się w dniach 2-4 listopada, również w OCW. Według organizatorów liczba zwiedzających zwiększyła się do 50 tysięcy. Natomiast targi Igromir 2008 odbyły się w dniach 6–9 listopada. W tymże roku przedłużono czas trwania targów do 4 dni, z czego pierwszy dzień targów otwarty był tylko dla gości biznesowych i dziennikarzy. W 2013 roku Igromir odbył się w dniach 6-9 października, na terenie Crocus Exhibition Center, gdzie przyszło 130 tysięcy odwiedzających. Wówczas to na targach firma Gaijin Entertainment umieściła na swoim stanowisku dwa prawdziwe czołgi z okresu II wojny światowej.

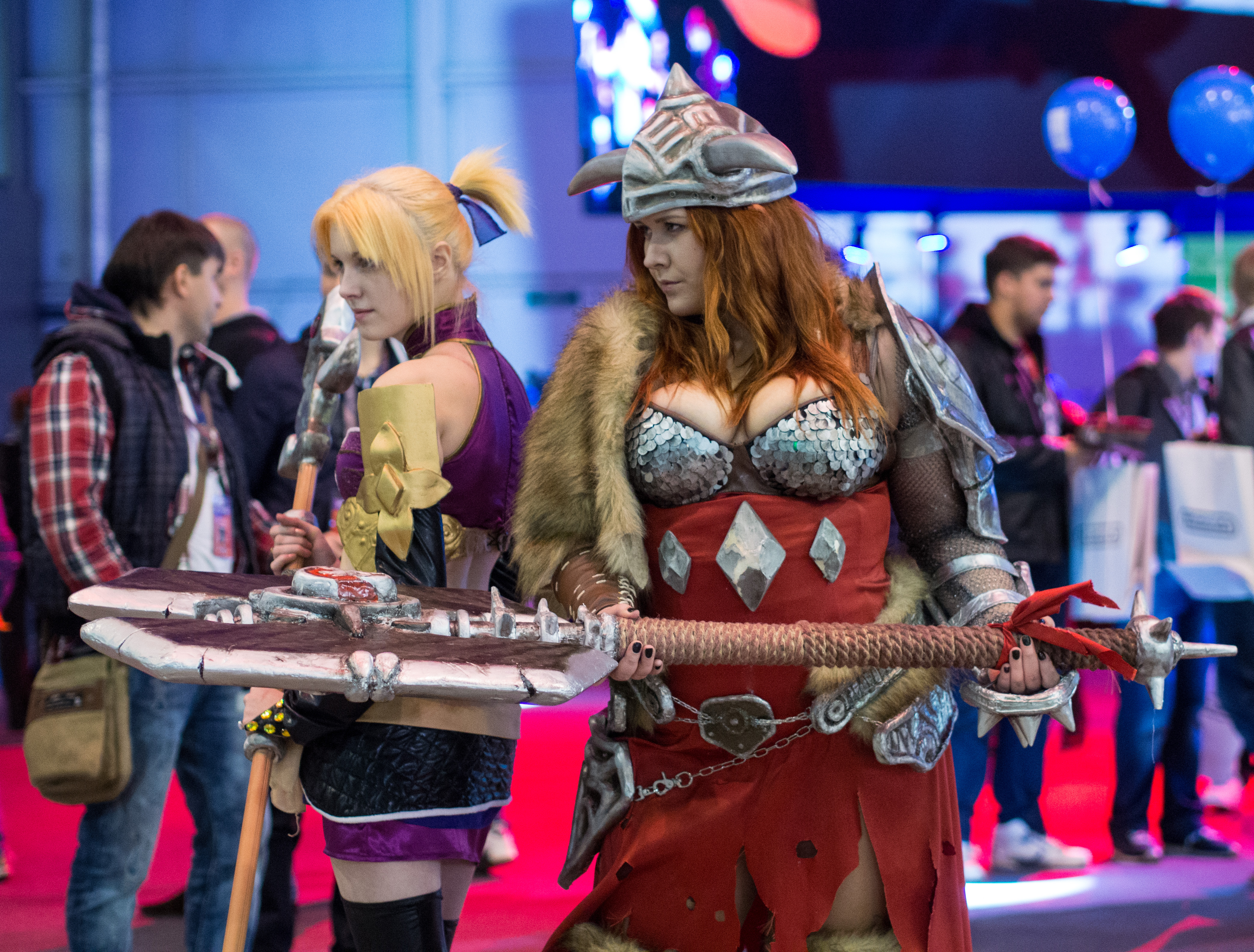
Cosplay
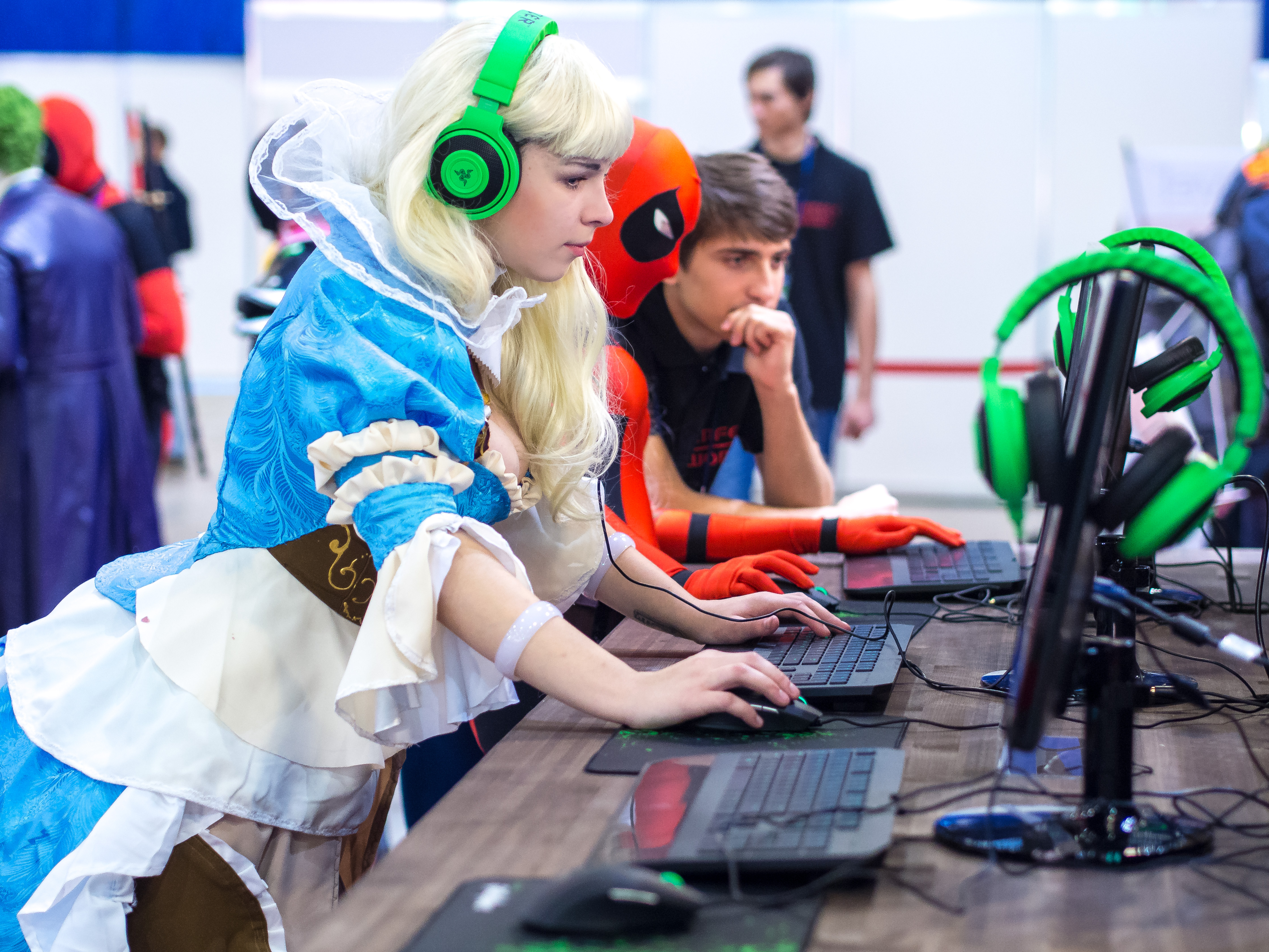
Uczestniczki targów
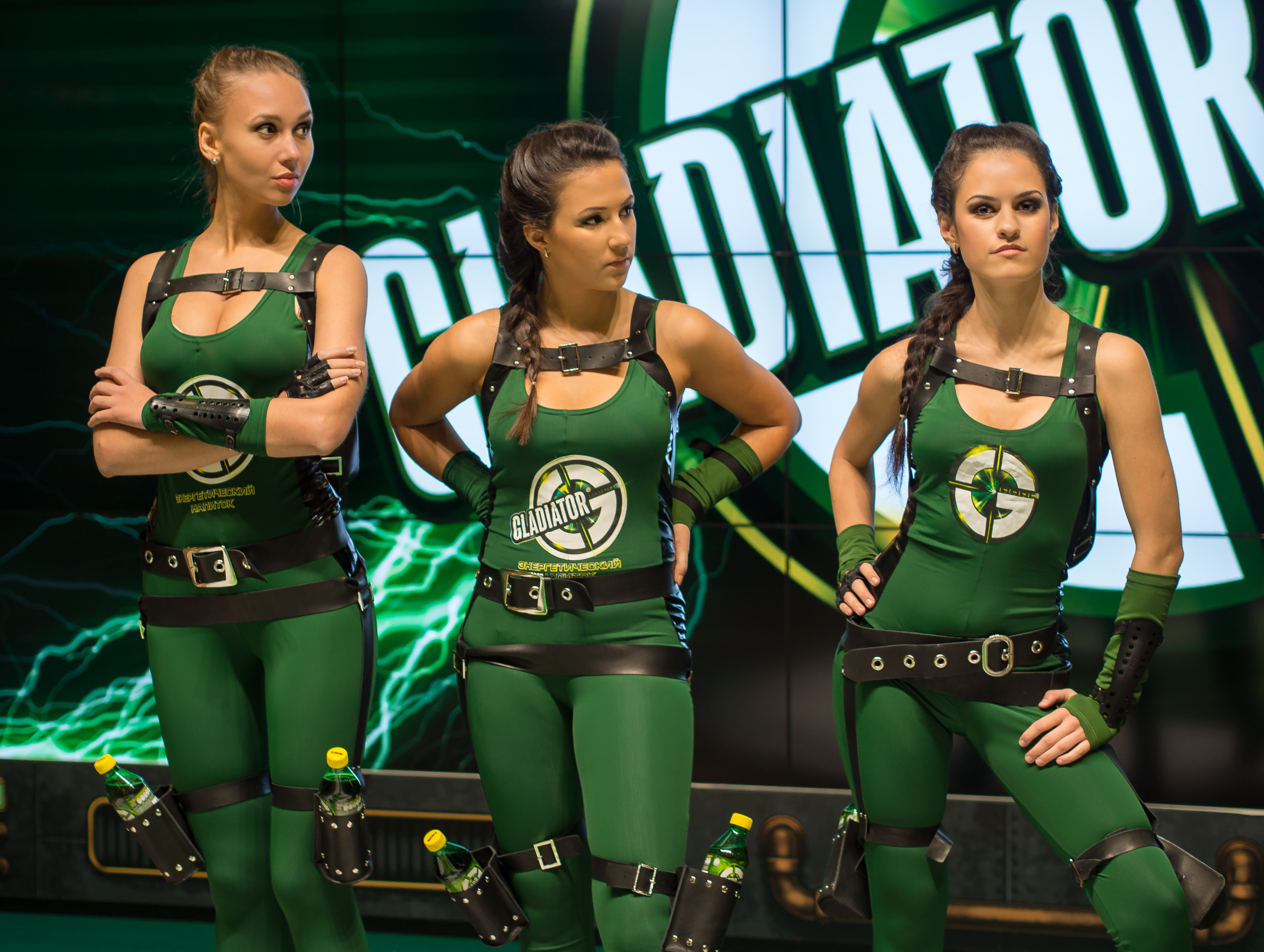
Modelki